# Клавье, Жером
Жером Клавье (фр. Jérôme Clavier, 3 мая 1983 в Шамбре-ле-Тур) — французский прыгун с шестом.

## Карьера
Единственная медаль Жерома на Европейском форуме — серебро в помещении 2011 года. Лучший результат — 5.75 м — был показан в 2008 году в Карлсруэ. Лучший результат в помещении был установлен в 2011 году — 5.85 м.
Жером Клавье был шестой на юниорском чемпионате мира 2002 года, седьмым на Летней Универсиаде 2003 года, шестым на чемпионате Европы в помещении 2007. Также участвовал на мировых чемпионатах 2004 и 2006 в помещении, но в финал не отобрался.